# Passo del Cuvignone
Il passo del Cuvignone (m.1.036 s.l.m.)   è un valico in prossimità di Vararo, nel varesotto tra la Valcuvia e il luinese.

## Descrizione
Nel ciclismo è noto per la sua impegnativa salita, che è possibile scalare da diversi versanti (direttamente da Cittiglio o Castelveccana, oppure indirettamente, dopo aver scalato il Sant'Antonio o valicato il passo di San Michele). È usata per allenamento, sin dai tempi di Alfredo Binda (originario della zona) avendo discese particolarmente tecniche ed impegnative. Vi si allenava anche Ivan Basso. 
Il passo è famoso anche nel mondo automobilistico, in quanto fin dagli anni 80 è il tratto cronometrato più selettivo del "rally ACI Varese", oggi "Rally dei laghi". Anche nell'automobilismo, come nel ciclismo è stato percorso in tutti i sensi, e in tutti in ogni senso di percorrenza si è sempre distinto per la sua difficoltà composta da tratti veloci, altri più lenti ma molto tecnici, tornanti stretti in salita e in discesa, il tutto per una lunghezza di circa 12/14 km a discrezione dell'ente organizzativo della manifestazione.

## Giro d'Italia

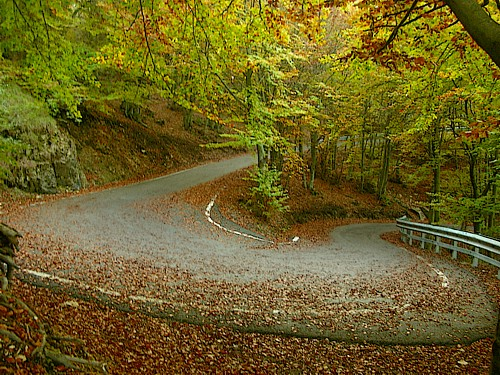
Tornante sulla sp8

Il passo del Cuvignone è stato affrontato una volta dal Giro d'Italia, precisamente nella ventunesima tappa dell'edizione 1995, che partì da Pont-Saint-Martin e si concludeva a Luino. Fu vinta dal russo Evgenij Berzin davanti a Claudio Chiappucci, assiduo frequentatore della salita; mentre quell'edizione del Giro andò allo svizzero Tony Rominger.